# Халвай
Халвай — упразднённое село в Тарановском районе Костанайской области Казахстана. Ликвидировано в 2010 г. Входило в состав Набережного сельского округа.

## Население
В 1999 году население села составляло 152 человека (77 мужчин и 75 женщин). По данным переписи 2009 года, в селе проживало 38 человек (23 мужчины и 15 женщин).